# Cardiff Arms Park
Cardiff Arms Park (in gallese Parc yr Arfau Caerdydd) o The Arms Park (in gallese Parc yr Arfau) è un impianto sportivo britannico di Cardiff, capitale del Galles.
Sorge in un complesso che raggruppa diverse installazioni sportive tra cui il Millennium Stadium.
Costruito nel 1881 su terreni in concessione, fino al 1969 fu un impianto sotto l'unica locazione del Cardiff Athletic Club; in tale data parte dell'area fu assegnata alla Welsh Rugby Union che vi costruì lo Stadio Nazionale, ultimato nel 1984 e sulle cui ceneri, tredici anni più tardi, fu edificato il Millennium Stadium.
L'Arms Park fu invece ristrutturato per le attività di club ed è l'impianto di casa del Cardiff RFC, sezione rugbistica del Cardiff Athletic Club.
Nel 1991 ospitò varie gare, tra cui la finale, della prima edizione della Coppa del Mondo di rugby femminile.
Arms Park ha una capacità di 12125 spettatori e, dal 2013, è dotato di fondo di gioco ibrido prodotto dalla francese Tarkett.

## Storia
Il sito su cui sorge Arms Park, un terreno concesso nel XIX secolo dai marchesi di Bute, è parte di un'area strappata nel 1849 al fiume Taff, il cui corso fu deviato con un'opera di ingegneria messa a punto da Isambard Kingdom Brunel per permettere la realizzazione di un ponte ferroviario a servizio della costruenda Great Western Railway.

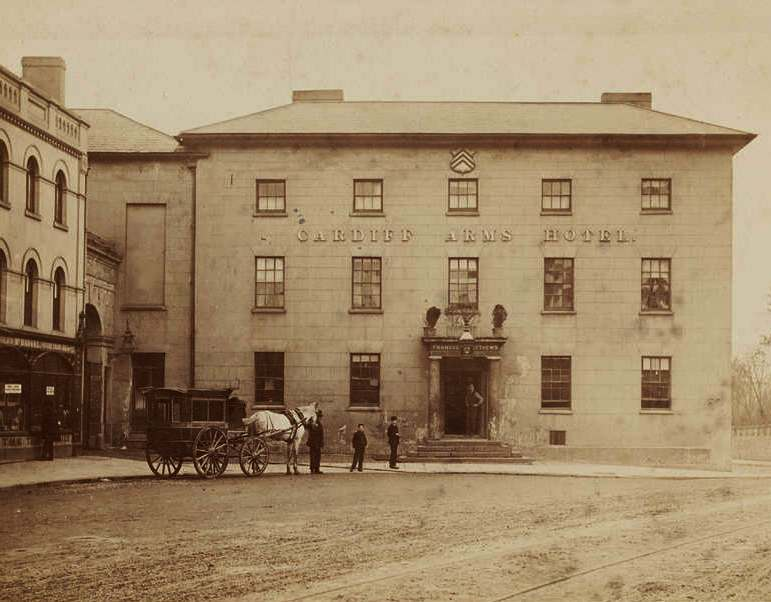
L'albergo Cardiff Arms da cui lo stadio prende il nome

Quanto rimaneva dell'area non utilizzata dalla ferrovia fu concesso dal terzo marchese di Bute per usi sportivi e ricreativi; ivi sorse un terreno noto come Great Park che, dal 1845, iniziò a ospitare incontri di cricket; tuttavia, nel 1878, cambiò nome in Cardiff Arms Park mutuandolo dal Cardiff Arms, un confinante albergo demolito in quell'anno per fare spazio a un ampliamento stradale.
Nel 1882 fu edificata una tribuna e, nel 1884, il campo ospitò il suo primo incontro internazionale di rugby, una vittoria interna del Galles sull'Irlanda.
Nel 1905 Arms Park fu teatro di una delle più clamorose affermazioni del rugby gallese, una vittoria 3-0 sugli All Blacks in tour che passò alla storia per due ragioni: una meta non convalidata al neozelandese Bob Deans (del quale si racconta che ancora sul letto di morte giurasse che la meta fosse valida) e la prima esecuzione in assoluto dell'inno di un Paese in occasione di un evento sportivo internazionale: accadde quando il pubblico di Cardiff, dopo la Haka dei loro avversari dell'Emisfero Sud, intonò Hen Wlad Fy Nhadau (La terra dei miei padri), unanimemente considerato l'inno nazionale gallese.
Nel 1922 Lord Bute vendette il terreno con tutte le pertinenze; Arms Park fu acquistato in solido dal Cardiff Athletic Club e dalla Welsh Rugby Union i quali, per finanziare l'acquisto, costruirono nello stadio una pista da cinodromo onde affittare l'impianto per le corse dei cani.
Nel dopoguerra Arms Park divenne l'impianto di prima scelta della nazionale gallese, e nel 1958 ospitò la sesta edizione dei giochi del Commonwealth; nel 1966 fu dotato di impianto di illuminazione: il 7 ottobre di tale anno ospitò la sua prima notturna, una vittoria 12-8 del Cardiff RFC sui Barbarians.
Nel 1967 il campo di cricket fu completamente smantellato e la Welsh Rugby Union diede inizio a lavori, terminati nel 1984, a seguito dei quali sorsero sull'area due impianti distinti, l'Arms Park propriamente detto e il National Stadium, destinato successivamente, nel 1997, a essere a sua volta quasi del tutto distrutto per realizzarvi il Millennium Stadium, la cui curva settentrionale è attualmente confinante con la tribuna meridionale dell'Arms Park.
Nel 1991 Arms Park fu sede della prima Coppa del Mondo di rugby femminile, edizione che fu  ufficializzata dall'International Rugby Board solo quasi vent'anni più tardi.
Lo stadio ospitò vari incontri della fase a gironi più la finale, che vide gli Stati Uniti battere l'Inghilterra.
Da quando le attività della nazionale furono trasferite dapprima al National Stadium e, in seguito, al Millennium, Arms Park ospita solo incontri di rugby di club: la proprietà è del Cardiff Athletic Club che ha concesso in affitto la struttura al Cardiff Rugby, franchise federale della regione della capitale che milita in United Rugby Championship, fino a tutto gennaio 2022.
La franchise, storicamente militante all'Arms Park ma, nel periodo tra il 2009 e il 2012, trasferitasi al Cardiff City Stadium, intavolò trattative con il Cardiff Athletic Club per ottenere una concessione di 150 anni dello stadio e poter ristrutturarlo, ruotarlo di 90 gradi e dotarlo di servizi di accoglienza.
Con le dimissioni a fine 2018 di Peter Thomas, presidente del Cardiff Blues e mente della proposta di presa in carico della struttura, il proposito decadde e non fu più preso in considerazione.

## Incontri internazionali di rilievo

### Rugby a 13
| Arbitro: | Bill Harrigan |

|                  |      |                                 |
| Critchley Morley | mt   | Edwards Goulding Joynt Prescott |
| Harris (2)       | c.p. | Goulding (5)                    |

### Rugby a 15
| Arbitro: | John Dallas |

|           |    |  |
| E. Morgan | mt |  |

| Arbitro: | Les Peard |

|                             |      |             |
| Godwin 45’, 48’ Connell 58’ | mt   | 15’ tecnica |
| Harju 45’, 58’              | tr   | 15’ Burns   |
| Harju 33’                   | c.p. |             |